# Международная расчётная единица
Международная расчётная единица, международная счётная денежная единица — искусственная наднациональная валюта, предназначенная для измерения международных требований и обязательств, расчётов между странами. Представляет собой форму мировых денег.
Идея создания подобной валюты возникла давно. В 1944 году на Бреттон-Вудской конференции Дж. М. Кейнсом была предложена искусственная валюта банкор. Курс банкора должен был определяться по отношению к золоту, а курсы всех валют выражались бы в банкорах. Наряду с введением банкора Кейнс предложил создать Международный расчётный союз (англ. International Clearing Union), через который должны были бы урегулироваться взаимные задолженности центральных банков. Данное предложение не было реализовано на практике.
Позднее в 1969 году в результате краха Бреттон-Вудской валютной системы была создана СДР, как расчётная единица Международного валютного фонда. СДР используется МВФ в форме безналичных расчётов путём соответствующих записей на счетах стран-участниц системы Специальных прав заимствования, МВФ и некоторых международных организаций. Условная стоимость СДР исчисляется на базе средневзвешенной стоимости и изменения курса валют, входящих в валютную корзину: доллара США, евро, юаня, иены, фунта стерлингов.
Ещё одним примером практического использования международной расчётной единицы является ЭКЮ - Европейская валютная единица, которая использовалась в рамках Европейской валютной системы в 1978-1998 годах.
Аналогичную роль в рамках Совета экономической взаимопомощи играл переводной рубль.